# Сеница (река)
Сеница (бел. Сеніца) — пересыхающая река в Минском районе Минской области Белоруссии, правый приток Свислочи. Длина реки — 14,5 км, однако только на протяжении 6,7 км есть вода.

## Описание
Современный исток реки находится южнее МКАД напротив района Курасовщина-1 и представляет собой ручеёк, вытекающий из трубы. Ранее истоки располагались выше по течению.
Река течёт в восточном и юго-восточном направлении примерно параллельно МКАД северо-восточнее деревни Копиевичи, затем протекает через посёлок Сеница, где на ней созданы пруд и Сеницкое водохранилище площадью 0,08 км² и максимальной глубиной 2,5 м, затем течёт южнее деревни Колядичи. Далее протекает южнее свалки «Прудище», где на реке создан отстойник для стоков полигона, после чего течёт между деревнями Климовичи и Пашковичи. Часть русла канализирована.
В нижнем течении река представляет собой совокупность небольших водоёмов, заполненных стоячей водой и соединяющих их протоков, по берегам которых произрастает кустарниковая и травянистая растительность. В настоящее время Сеница уже не впадает в Свислочь, образуя слепое устье. В районе бывшего устья Свислочи и немного выше в пойме водотока образовались торфяники, почти полностью скрывающие русло.
Название произошло от термина «сеница» — сарай для хранения сена.

## Экология
Река на значительном протяжении протекает через населённые пункты, в районе её берегов расположены промышленные предприятия и склады. Её бассейн пересекается многочисленными автодорогами и железнодорожными путями. Качество воды в реке неудовлетворительное. От истока к устью реки снижается прозрачность воды, повышается концентрация в ней хлоридов и сульфатов, pH во многих местах ниже ПДК. В реку регулярно происходят сбросы сточных вод с промышленных и коммунальных предприятий, а также с полигона твёрдых бытовых отходов «Прудище». Наиболее грязная вода в реке немного ниже отстойника по течению. Флора и фауна Сеницы небогата. У реки был ряд притоков, ныне пересохших.
Экологическое состояние может ухудшить строительство ливневых коллекторов «Юго-Запад» и «Центр», в результате чего 2/3 сточных вод Минска будут сбрасывать в отстойник на Сенице. Перед сбросом в водную систему вода должна быть очищена, однако есть предложения не проводить очистку и вместо строительства сети труб длиной 4 км превратить русло реки Сеницы в канаву для сточных вод.
Согласно генеральному плану развития Минска до 2030 года территория бассейна реки может полностью войти в городскую черту.

### Пути решения
Решить экологические проблемы реки поможет создание очистных сооружений, препятствующих попаданию в реки бытовых и промышленных стоков. Для повышения водности реки возможно пробурить в русле артезианские скважины, через которые Сеница будет подпитываться подземными водами. Однако в настоящее время местные власти не планируют мероприятий по восстановлению реки.